# Jonagold
Jonagold es una variedad cultivar de manzano (Malus domestica)

## Desportes
A partir de 'Jonagold' se han obtenido las siguientes mutaciones reconocidas:
- 'Crowngold'
- 'Wilmuta'
- 'Decosta'
- 'New Jonagold'
- 'Excel'
- 'Jomured'
- 'Jonagored'
- 'Jonica'
- 'Jorayca'
- 'Jored'
- 'Josegold'
- 'King Jonagold'
- 'Prince Jonagold D'H'
- 'Red Jonaprince'
- 'Rubinstar'
- 'Veekmans-Jonaster'.[2]

Generalizados son los mutantes 'Jonagored', que tiene un color rojo uniforme y también se vende como 'Jonagored', y 'Red Jonaprince' (marca Red Prince®). Los mutantes comunes son 'Novajo', 'Jonica' y 'Wilmuta'. Estos tienen un color rojo más claro que la forma básica, pero también rendimientos ligeramente más bajos.

## Historia
'Jonagold' es una variedad Triploide, conseguida en 1943 en el "New York State Agricultural Experiment Station" perteneciente a la Universidad Cornell, Geneva, New York, Estados Unidos. Fue introducida en 1968. 
'Jonagold' se encuentra cultivado en el National Fruit Collection con el número de accesión: 2000 - 113 y Accession name Jonagold (EMLA).

## Características
La manzana 'Jonagold' tiene de ascendencia parental 'Golden Delicious' & 'Jonathan'.
Las plantas tienen un crecimiento fuerte y bastante delgado. Los brotes generalmente se colocan planos, se forman muchos brotes largos. Las hojas son grandes y en forma de bote. La variedad florece tarde y largo y es fértil.
Los frutos son grandes y de forma esféricos a altos, su índice de altura-ancho es 0.88. Su color es amarillo soleado, en el lado soleado rojo anaranjado a rojo fresa brillante. Las lenticelas pueden reconocerse como estrellas rojas o puntos brillantes. La copa es de tamaño mediano. El tallo es medio grueso y largo. Las semillas se forman de manera irregular.
La carne es amarillenta, suelta, corta y jugosa, luego se vuelve suave. Se pueden disfrutar a partir de octubre. Su sabor es dulce-afrutado-sutilmente agrio. 'Jonagold' se utiliza principalmente para consumo de mesa en fresco.
En años particularmente húmedos y productivos, la superficie de esta variedad de manzana puede tener manchas oscuras. Estos son los llamados ``puntos Jonathan que se transmiten de la variedad madre 'Jonathan'. No hay deterioro del sabor.

## Cultivo
La variedad prefiere lugares cálidos, y prefiere suelos que sean fértiles y profundos. Las flores y la madera son moderadamente sensibles a las heladas. La vida útil de 'Jonagold 'es muy buena. Los frutos apenas están en peligro por el viento.
'Jonagold' es moderadamente susceptible a mildiu polvoriento, roña o sarna del manzano y cancro de árboles frutales. Como donador de polen 'Jonagold' no es adecuado como variedad triploide.

Manzanas 'Jonagold'
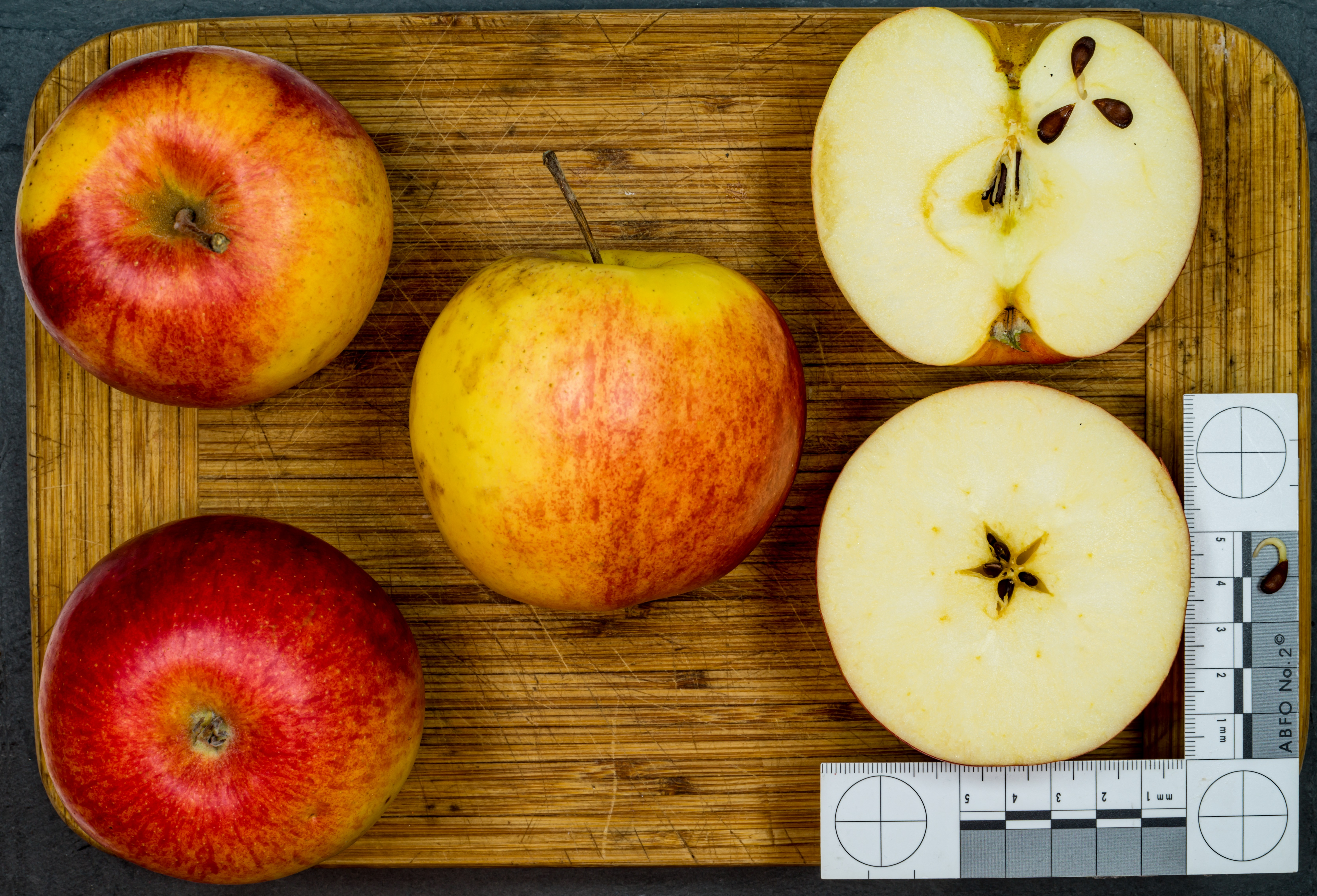
Manzana 'Jonagold' cortada en diferentes secciones.
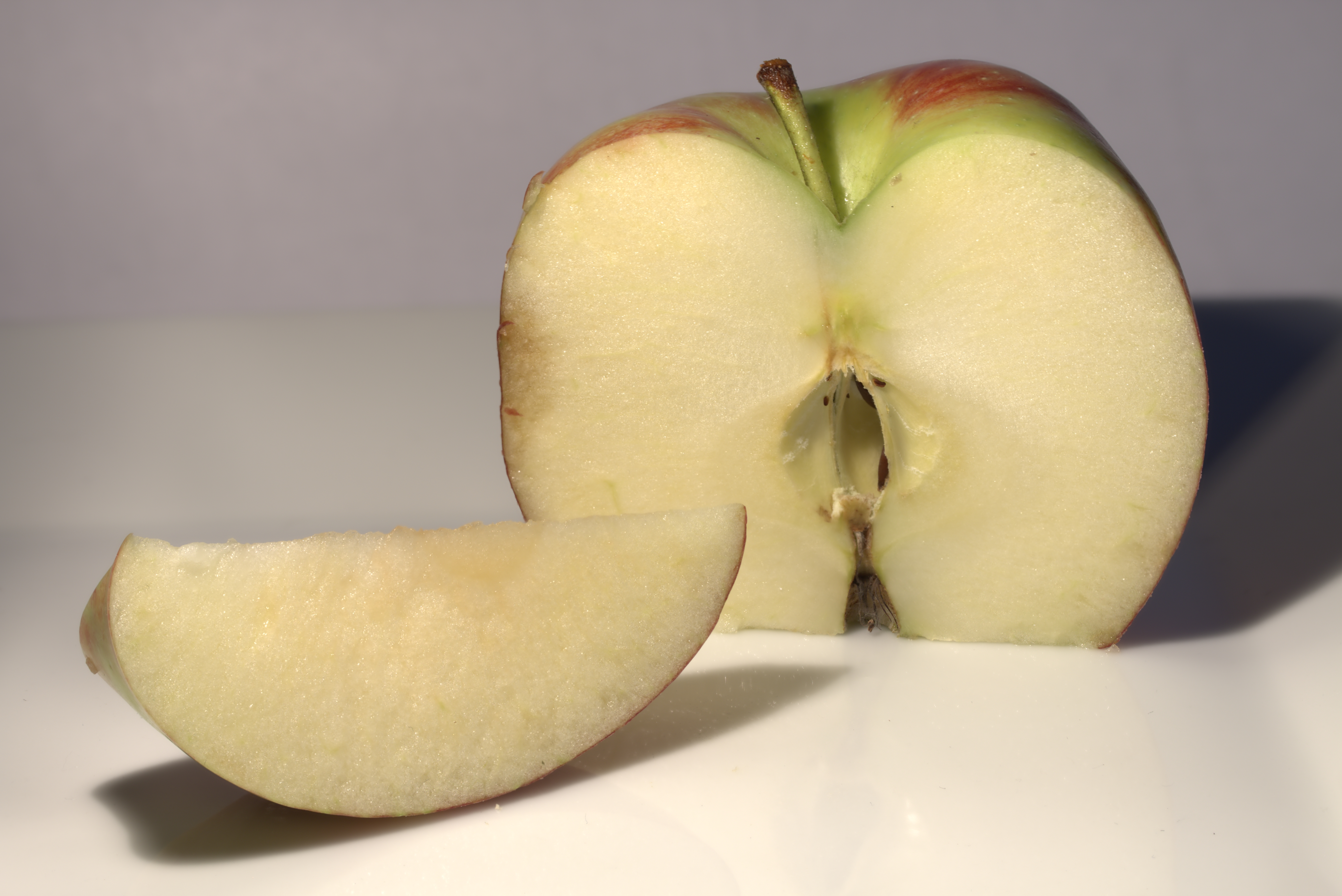
Manzana 'Jonagold'.
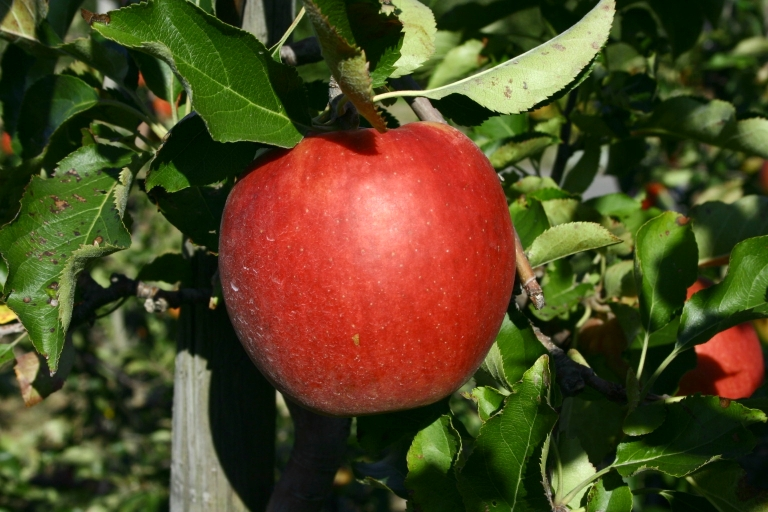
Manzana 'Jonagored'.